# 恋するパンクス
「恋するパンクス」(こいするパンクス) は渡辺美里の楽曲で、1990年7月1日にEPIC/SONY RECORDS (現・エピックレコードジャパン) より発売された17枚目のシングル。

## 概要
6枚目のアルバム『tokyo』からの先行シングル。
カップリング曲「Love is magic」は、アルバム未収録であったが、2020年に発売された6thアルバム『tokyo』の30周年記念盤『tokyo -30th Anniversary Edition-』のボーナストラックに選曲され、アルバム初収録となった。

## 収録曲
- 作詞：渡辺美里

1. 恋するパンクス
作曲・編曲：奈良部匠平
2. Love is magic
作曲：伊秩弘将、編曲：清水信之

## 収録アルバム
- 『tokyo』 (#3)
- 『25th Anniversary Misato Watanabe Complete Single Collection〜Song is Beautiful〜』(Disc.2 #3)
- 『harvest』(Disc.1 #11)
- 『tokyo -30th Anniversary Edition-』※ Love is magic (#13)